# Anthony Elanga
Anthony David Junior Elanga (Hyllie, 27 april 2002) is een Zweeds voetballer die bij voorkeur als vleugelspeler speelt. Elanga maakte in de zomer van 2025 de overstap van Nottingham Forest naar Newcastle United. Hij maakte in 2022 zijn debuut voor het Zweedse voetbalelftal.

## Clubcarrière

### Manchester United
Na te hebben gespeeld voor IF Elfsborg en Malmö FF in Zweden, verhuisde het gezin van Elanga naar Engeland en vestigde zich in Manchester. Elanga speelde kort voor de lokale club Hattersley en werd gescout door zowel Manchester City als Manchester United voordat hij op 12-jarige leeftijd bij United kwam. Elanga maakte zijn debuut voor Manchester United onder-18 op zijn 15'de in een 2-1 uitnederlaag tegen Liverpool in april 2018. Hij tekende als academiespeler bij Manchester United in juli 2018 en scoorde vier doelpunten in 22 optredens in zijn eerste volledige seizoen als speler van de Onder-18s.
Het volgende seizoen speelde Elanga tweemaal voor de Onder-21s in de EFL Trophy, beide keren als invaller. Hij eindigde het door de coronapandemie-verkorte seizoen als topscorer van de Onder-18s in de competitie met zeven doelpunten in negen optredens, en won de Jimmy Murphy Young Player of the Year-prijs. Hij speelde vier keer voor het onder-21 elftal van de club in de 2020/21 EFL Trophy en scoorde tweemaal.
Elanga maakte zijn competitiedebuut voor de club op 11 mei in een Premier League-wedstrijd tegen Leicester City. Elanga werd in de 66'ste minuut van deze door United met 2-1 verloren wedstrijd vervangen door Marcus Rashford. Elanga mocht opnieuw starten in de uitwedstrijd tegen Wolverhampton Wanderers op de laatste dag van het competitieseizoen en scoorde zijn eerste senior Manchester United-doelpunt na slechts dertien minuten.
Elanga scoorde zijn tweede competitiedoelpunt voor Manchester United op 19 januari 2022 in een 3-1 uitoverwinning tegen Brentford, zijn eerste van het seizoen. Op 4 februari van dat jaar, miste Elanga de laatste strafschop van zijn team in een 8-7 strafschoppenreeks tegen Middlesbrough tijdens hun FA Cup gelijkspel, waardoor Manchester United uitgeschakeld werd. In de nasleep van het spel werd Elanga onderworpen aan racistische uitlatingen op sociale media. 
Op 20 februari, in een wedstrijd tegen Leeds United, werd Elanga op het hoofd geraakt door een voorwerp dat door een toeschouwer naar hem werd gegooid. Enkele minuten voor het einde van de wedstrijd scoorde Elanga zijn tweede competitiedoelpunt van het seizoen. Op 23 februari scoorde Elanga zijn eerste UEFA Champions League-doelpunt tegen Atlético Madrid in de eerste wedstrijd van de Ronde van 16. De wedstrijd eindigde in 1-1.

### Nottingham Forest
In de zomer van 2023 verliet Elanga Manchester United om een contract voor vijf seizoenen te tekenen bij Nottingham Forest, dat 17,5 miljoen euro voor hem betaalde. In zijn eerste seizoen was hij goed voor vijf goals in 36 competitiewedstrijden, een persoonlijk record. In zijn tweede seizoen verbeterde hij dat record door er 6 te scoren in 38 competitiewedstrijden, waarmee hij Nottingham Forest naar de 7e plaats hielp in de Premier League, wat de club al 22 jaar niet lukte. Door deze klassering zou Nottingham Forest het volgende seizoen in de UEFA Conference League spelen.  
Newcastle United FC
Elanga vertrok op 6 juli 2025 naar Newcastle United FC voor 55 miljoen euro, een clubrecord. Hij tekende hier een contract voor zes jaar tot medio 2031.        

## Clubstatistieken
| Seizoen | Club              | Competitie     | Competitie | Competitie | Beker | Beker | Overig | Overig | Totaal | Totaal |
| Seizoen | Club              | Competitie     | Wed.       | Dlp.       | Wed.  | Dlp.  | Wed.   | Dlp.   | Wed.   | Dlp.   |
| ------- | ----------------- | -------------- | ---------- | ---------- | ----- | ----- | ------ | ------ | ------ | ------ |
| 2020/21 | Manchester United | Premier League | 2          | 1          | 0     | 0     | 0      | 0      | 2      | 1      |
| 2021/22 | Manchester United | Premier League | 21         | 2          | 3     | 0     | 3      | 1      | 27     | 3      |
| 2022/23 | Manchester United | Premier League | 16         | 0          | 5     | 0     | 5      | 0      | 26     | 0      |
| 2023/24 | Nottingham Forest | Premier League | 36         | 5          | 3     | 0     | 0      | 0      | 39     | 5      |
| 2024/25 | Nottingham Forest | Premier League | 38         | 6          | 4     | 0     | 1      | 0      | 43     | 6      |
| TOTAAL  | TOTAAL            | TOTAAL         | 113        | 14         | 15    | 0     | 9      | 1      | 137    | 15     |

Bijgewerkt tot en met 6 juli 2025.

## Interlandcarrière
Elanga was speelgerechtigd voor zowel Zweden, Kameroen of Engeland op internationaal niveau. Hij heeft Zweden vertegenwoordigd op onder-17, onder-19, onder-21 en het Zweeds nationale voetbalelftal.
Elanga speelde vijf keer voor het Zweedse onder-17-team en scoorde in deze wedstrijden twee doelpunten, beide tegen Frankrijk in het Europees kampioenschap voetbal mannen onder 17 - 2019. Hij speelde zijn eerste wedstrijd voor het Zweden onder-21 team en scoorde één doelpunt in een vriendschappelijke wedstrijd tegen Finland op 3 juni 2021.
Elanga koos ervoor om Zweden uit te komen en verwees daarbij naar het feit dat hij in Zweden geboren is en het grootste deel van zijn leven in Zweden heeft doorgebracht, evenals dat het land veel voor hem betekende als de redenen achter zijn beslissing. Hij werd opgeroepen voor de internationale selectie van Janne Andersson voor de WK-kwalificatiewedstrijden tegen Tsjechië in maart 2022, waar hij ook zijn debuut maakte als wisselspeler in de late wedstrijd.
Elanga scoorde zijn eerste interlanddoelpunt in datzelfde jaar op 5 juni in een UEFA Nations League-wedstrijd tegen Noorwegen. 